# Teorias da conspiração relacionadas ao papado
As teorias da conspiração relacionadas ao papado referem-se aos numerosos mitos, teorias de conspiração e lendas envolvendo o papado, a Igreja Católica e a Santa Sé (comumente chamada apenas de "Vaticano").
As lendas mais famosas referem-se principalmente as alegações, por parte de algumas seitas, de que o Papa seria o Anticristo, que o Papa João XXIII manteve contato com alienígenas, que uma mulher foi eleita papa na Alta Idade Média (Papisa Joana) , bem como que São Malaquias no século XII profetizou, sobre o pontificado de cada papa de sua época, até o Juízo Final. Muitas teorias também alegam que a Igreja e seus representantes, estão secretamente controlando a sociedade secular.

## "Vicarius Filii Dei"
A teoria de conspiração do termo “Vicarius Filii Dei” (Vigário do Filho de Deus), considerado supostamente uma expansão do título histórico "Vicarius Christi", é uma expressão utilizada na "Doação de Constantino" para se referir a São Pedro. A partir do século XIX, devido a interpretação de Uriah Smith, alguns argumentam que a frase é identificada com o "número da besta" (666), e seria usada na tiara papal, denominando que o papa seria o Anticristo.
Porém devido a ausência de imagens ou qualquer fonte do uso “Vicarius Filii Dei” na tiara ou em mitras, bem como a expressão nunca ter sido utilizada como um título oficial, a reivindicação foi abandonada por diversos adventistas do sétimo dia.

## Papisa Joana

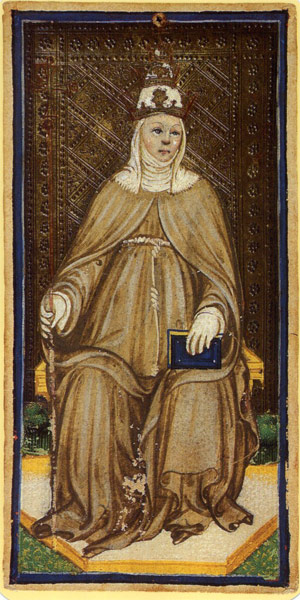
A Papisa do baralho Visconti-Sforza, por Bonifacio Bembo, em torno de 1450. Essa personagem é uma provável alusão a lenda da Papisa Joana.

A alegação de que uma mulher, muitas vezes chamada de Papisa Joana, tornou-se papa apareceu pela primeira vez em uma crônica Dominicana, em 1250. Ela logo se espalhou por toda a Europa através das pregações de Frades. A história cresceu em embelezamento, mas centrado em um conjunto de reivindicações.
O prazo para essa reivindicação é tradicionalmente dada como entre 855-858, entre os pontificados de Leão IV e Bento III, no entanto, essa possibilidade é improvável, pois Leão IV morreu em 17 de Julho de 855, e Bento III foi eleito como seu sucessor 29 de setembro do mesmo ano.
Jean de Mailly, um dominicano francês em Metz, coloca a história no ano 1099, em sua Chronica Universalis Mettensis, que data de cerca de 1250 e dá o que é quase certamente a conta mais antiga fé de uma mulher que ficou conhecida como a Papisa Joana. Seu compatriota Stephen de Bourbon reconhece isso colocando seu pontificado em cerca de 1100. Além disso, Rosemary e Darrell Pardoe, autores de "The Female Pope: The Mystery of Pope Joan", a primeira documentação completa sobre a lenda, supõe que a data mais plausível de seu pontificado seria entre 1086-1108, quando houve um grande número de antipapas, e o reinado dos papas legítimos Vitor III, Urbano II e Pascoal II nem sempre foi com sede em Roma, uma vez que esta cidade foi ocupada pelo imperador Henrique IV, e mais tarde saqueada pelos normandos.
Geralmente, existem duas versões da lenda.
- Na primeira, uma mulher inglesa, chamada Joana, foi para Atenas com o amante, e estudou lá;
- Na segunda, uma mulher alemã chamada Giliberta nasceu em Mogúncia.

"Joana" se disfarça como um monge, chamado Joannes Anglicus, na época, ela subiu ao mais alto cargo da igreja, tornando-se papa. Depois de dois ou cinco anos de reinado, a "Papisa Joana" ficou grávida e, durante uma procissão de Páscoa, deu à luz a criança na rua, quando caiu do cavalo. Ela foi publicamente apedrejada até à morte pela multidão furiosa, e segundo a lenda, estes fatos foram removidos dos arquivos do Vaticano.
Como consequência, certas tradições afirmavam que os papas ao longo do período medieval eram obrigados a passar por um procedimento em que se sentaram em uma cadeira especial, com um buraco no assento. Um cardeal teria a tarefa de colocar a mão no buraco para verificar se o papa tivesse testículos, ou fazer um exame visual. Este procedimento não é levado a sério pela maioria dos historiadores, e não há fontes documentadas. É provavelmente uma lenda grosseira com base na existência de duas cadeiras de pedra antigas com buracos nos lugares que, provavelmente, datado da época romana e pode ter sido usado por causa de suas antigas origens imperiais. Sua finalidade original é obscura.
Em um estudo do século XVII, o historiador protestante David Blondel argumentou que "Papisa Joana" é uma história fictícia. A história pode muito bem ser uma sátira, que veio a ser acreditada como realidade. Esta opinião é geralmente aceita entre os historiadores.

## Profecia dos Papas
As Profecia dos Papas, atribuída a São Malaquias, é uma lista de 112 frases curtas em latim, que supostamente descrevem cada um dos Papas (juntamente com alguns Antipapas), começando com o Papa Celestino II (eleito em 1143) e finalizando com um papa descrito na profecia como "Pedro o romano", após seu pontificado, não se sabe o que aconteceria, alguns sustentam que se seguiria o Juízo Final, e outros, somente a destruição da cidade de Roma.
Segundo a lenda, as profecias foram feitas por São Malaquias, bispo de Armagh na Irlanda do Norte. Malaquias em 1139, teria sido  chamado a Roma pelo Papa Inocêncio II e lá ele supostamente teve uma visão dos futuros papas, que ele escreveu como uma seqüência de frases enigmáticas. Este manuscrito foi então depositado no Arquivo Romano, e depois esquecido, até sua redescoberta em 1590, quando foi publicado pela primeira vez por Arnold de Wyon, um historiador beneditino, como parte de seu livro Lignum Vitæ. No entanto, as primeiras biografias de Malaquias não fazem nenhuma menção a profecia, nem é mencionado em nenhum registro antes da sua publicação em 1595, o que indica ser uma falsificação do século XV.

## Papas sexualmente ativos
Houve vários Papas que foram supostamente considerados sexualmente ativos durante o seu papado, ou mesmo de ter morrido como resultado desta situação, como afirmado por vários autores de história. A figura reiteradamente mencionada como ícone desta faceta da história pontifícia, é Rodrigo Bórgia, que reinou como papa Alexandre VI entre 1492 e 1503. As descrições do papado Bórgia comportam um forte componente político, vinculado ao sentido assumido por esta figura como símbolo de uma disputa acerca do lugar a ser ocupado pelo poder petrino na sociedade contemporânea: "A descrição dos Bórgia como escravos de uma sensualidade indomável e de uma ambição assassina reforçou a visão da soberania papal como obstáculo ao amadurecimento da nação italiana. O mito da tirania renascentista inigualável, sem paralelos em qualquer outra época, fez pairar sobre os papas a sombra de “grandes inimigos” da pátria."

## Documentos de Jesus Cristo
Às vezes, é alegado que existe uma coleção de documentos que se referem diretamente a Jesus, como a ordem de execução de Jesus, assinada por Pôncio Pilatos, ou foram escritos pessoalmente por Jesus, explicando aos seus seguidores como conduzir a formação do Cristianismo após sua morte, ou até mesmo a data exata do seu retorno para a humanidade no juízo final. Estes documentos seriam um segredo bem guardado pela Igreja, e supostamente estão escondidos nos Arquivo Secreto do Vaticano, ou transferidos para um abrigo subterrâneo no caso em que a Alemanha nazista viesse a invadir o Vaticano.
No entanto não há nenhuma evidência sólida para qualquer um dessas alegações, na história, houve somente um documento que foi atribuído ao próprio Jesus, a Carta de Cristo e Abgarus. Estudiosos em geral acreditam que as cartas foram fabricadas, provavelmente no século III d.C. Mesmo em tempos antigos, Agostinho de Hipona e Jerônimo sustentaram que Jesus não escreveu nada durante sua vida. A correspondência foi rejeitada como apócrifo pelo Papa Gelásio I em um sínodo romano (c. 495).

## Teorias de conspiração envolvendo o Papa João XXIII
O Papa João XXIII (1881-1963) foi alvo de várias acusações e teorias de conspiração, que são feitas e defendidas maioritariamente por alguns grupos de católicos tradicionalistas, entre os quais se destacam os sedevacantistas e os conclavistas. Como por exemplo, estes grupos minoritários e marginalizados defendem que João XXIII era maçom ou rosacruciano; e era um herege modernista por defender o ecumenismo, a liberdade religiosa e a realização do Concílio Vaticano II. Por acusá-lo de ser um herege, alguns até defendem a teoria conspiratória de que João XXIII era um antipapa que usurpou ilegalmente a cátedra de São Pedro, que devia pertencer ao cardeal Giuseppe Siri.
Existem também alguns grupos, ligados à ufologia ou à detecção e crença de profecias apocalípticas, que defendem que João XXIII teve vários contactos com extraterrestres e redigiu um conjunto de profecias com muitas metáforas que abrangem desde a Segunda Guerra Mundial até ao fim do mundo. Parte destas profecias obscuras foram registadas no livro "As Profecias do Papa João XXIII", de Pier Carpi.
Os principais grupos católicos não acreditam ou negam todas estas teorias e especulações conspiratórias supramencionadas. Eles defendem-se dizendo que estas acusações, vindas de grupos marginalizados e ávidos de teorias de conspiração, são tão vagas e mal fundamentadas que a Igreja Católica nunca se deu ao trabalho de refutá-las. Eles defendem que todas as dúvidas importantes acerca da santidade, catolicidade e conduta do Papa João XXIII foram clarificadas ou refutadas directa ou indirectamente pela sua beatificação. Eles também mencionam que a Igreja conseguiu beatificá-lo sem grandes problemas e escândalos, sendo um forte sinal revelador do pouco impacto que estas críticas e acusações conspiratórias causaram.

## Teorias da conspiração envolvendo a morte de Papa João Paulo I
O Papa João Paulo I morreu em setembro de 1978, apenas um mês depois de sua eleição para o papado. O momento de sua morte e alegadas dificuldades do Vaticano com os procedimentos cerimoniais e legais após a morte fomentaram várias teorias da conspiração. O autor britânico David Yallop escreveu extensivamente sobre crimes não resolvidos e teorias da conspiração, e em seu livro de 1984 In God's Name sugeriu que João Paulo I morreu porque estava prestes a descobrir escândalos financeiros supostamente envolvendo o Vaticano . John Cornwell respondeu às acusações Yallop em 1987, com um A Thief In The Night, em que analisou as várias alegações e negou a conspiração. De acordo com Eugene Kennedy, escrevendo para o The New York Times: o livro de Cornwell "ajuda a purificar o ar de paranóia e de teorias da conspiração, mostrando como a verdade, cuidadosamente escavada por um jornalista em um volume pode nos refrescar, faz-nos livres."

## Tentativa de assassinato do Papa João Paulo II em 1981
Várias teorias foram apresentadas no que diz respeito à tentativa de Mehmet Ali Ağca de matar o Papa João Paulo II. Essas teorias têm envolvido os Lobos Cinzentos , o serviço secreto búlgaro, e outros.